# Пожежно-рятувальна служба Чехії
Пожежно-рятувальна служба Чеської Республіки (чеськ. Hasičský záchranný sbor České republiky, HZS ČR) — аварійно-рятувальна служба Чеської Республіки, основним завданням якої є захист життя і здоров'я жителів, навколишнього середовища, тварин і майна від пожеж та інших надзвичайних подій і кризових ситуацій (стихійні лиха тощо). Служба була створена 1 січня 1995 року з Корпусу протипожежної охорони на основі Закону № 203/1994 Зб. 1 січня 2001 року Закон № 238/2000 Зб. про Пожежно-рятувальну службу Чеської Республіки та про внесення змін до деяких законів реорганізував HZS CR у її нинішній формі. Діяльність HZS CR регулюється Законом № 320/2015 Зб. про пожежно-рятувальну службу Чеської Республіки та про внесення змін до деяких законів (Закон про пожежно-рятувальну службу) зі змінами.
Службові відносини пожежників регулюються Законом № 361/2003 Зб. про службові відносини співробітників сил безпеки. У 2020 році до Пожежно-рятувальної служби Чеської Республіки входило 10100 службовців і ще 1036 цивільних працівників (15,29 % від загальної кількості становили жінки) . Пожежно-рятувальну службу Чеської Республіки очолює генеральний директор, яким з 2021 року є Владімір Влчек.

## Організаційна структура
Відповідно до закону, Пожежно-рятувальна служба Чеської Республіки складається з генеральної дирекції, регіональних відділів пожежної охорони, рятувального підрозділу та школи .

### Генеральна дирекція
Генеральна дирекція пожежно-рятувальної служби (чеськ. Generální ředitelství Hasičského záchranného sboru) є частиною Міністерства внутрішніх справ Чеської Республіки і керує пожежно-рятувальними службами регіонів, рятувальним підрозділом і школою. Її очолює генеральний директор (чеськ. generální ředitel) пожежно-рятувальної служби Чеської Республіки. З 19 липня 2021 року генеральним директором HZS CR є генерал-лейтенант Владімір Влчек.
До складу Генеральної дирекції входять навчальні, технічні та інші об'єкти цільового призначення. Одним з них є Пожежна служба охорони Празького Граду (чеськ. Hasičský útvar ochrany Pražského hradu, HÚOPH), командир якої безпосередньо підпорядковується Генеральному директору .
Заступнику генерального директора підпорядковуються: Інститут захисту населення (чеськ. Institut ochrany obyvatelstva, IOO), що знаходиться в Лазне-Богданечі, Технічний інститут протипожежного захисту (Technický ústav požární ochrany, TÚPO) в Празі, Сховище та ремонтна база HZS ČR (Skladovací a opravárenské zařízení HZS ČR, SOZ HZS ČR) в Оломоуці, а також навчальні заклади (Školní a výcvikové zařízení HZS ČR, ŠVZ HZS ČR), що базуються в Брно .

### Регіональні пожежно-рятувальні управління
Внутрішня структура регіональних управлінь HZS подібна до такої у генеральної дирекції. Регіональні управління на чолі з директорами здійснюють керівництво окремими територіальними управліннями, компетенція яких така ж, як і території районів .
| HZS kraje                                           | Штаб              | Кількість станцій | Територіальні об'єднання                                                                       |
| --------------------------------------------------- | ----------------- | ----------------- | ---------------------------------------------------------------------------------------------- |
| Пожежно-рятувальна служба Праги                     | Прага             | 11                | відсутні                                                                                       |
| Пожежно-рятувальна служба Середньочеського краю     | Кладно            | 33                | 9 — Бенешов, Бероун, Кладно, Колін, Кутна Гора, Мєльнік, Млада Болеслав, Нимбурк, Пржібрам     |
| Пожежно-рятувальна служба Південночеського краю     | Чеські Будейовиці | 20                | 7 — Чеські Будейовиці, Чеський Крумлов, Їндржихув Градець, Пісек, Прахатіце, Страконіце, Табор |
| Пожежно-рятувальна служба Пльзенського краю         | Пльзень           | 17                | 5 — Домажлиці, Клатови, Пльзень, Рокицани, Тахов                                               |
| Пожежно-рятувальна служба Карловарського краю       | Карлові Вари      | 8                 | 3 — Хеб, Карлові Вари, Соколов                                                                 |
| Пожежно-рятувальна служба Устецького краю           | Усті-над-Лабем    | 21                | 7 — Дечин, Хомутов, Літомержіце, Мост, Тепліце, Усті-над-Лабем, Жатець                         |
| Пожежно-рятувальна служба Ліберецького краю         | Ліберець          | 9                 | 4 — Чеська Липа, Ліберець, Яблонець-над-Нисою, Семіли                                          |
| Пожежно-рятувальна служба Краловоградецького краю   | Градець-Кралове   | 14                | 5 — Їчін, Градець-Кралове, Наход, Рихнов-над-Кнєжной, Трутнов                                  |
| Пожежно-рятувальна служба Пардубицького краю        | Пардубіце         | 15                | 4 — Хрудім, Пардубіце, Світави, Усті-над-Орлиццю                                               |
| Пожежно-рятувальна служба краю Височина             | Їглава            | 21                | 5 — Гавличкув-Брод, Їглава, Пельгржимов, Тршебич, Ждяр-над-Сазавою                             |
| Пожежно-рятувальна служба Південноморавського краю  | Брно              | 26                | 7 — Брно-місто, Брно-околиця, Бланско, Бржецлав, Годонін, Вишков, Зноймо                       |
| Пожежно-рятувальна служба Оломоуцького краю         | Оломоуць          | 13                | 5 — Оломоуць, Простейов, Пршеров, Шумперк, Єсенік                                              |
| Пожежно-рятувальна служба Моравсько-Сілезького краю | Острава           | 22                | 6 — Брунталь, Фридек-Містек, Карвіна, Новий Їчин, Острава, Опава                               |
| Пожежно-рятувальна служба Злінського краю           | Злін              | 13                | 4 — Кромержиж, Угерске Градіште, Всетін, Злін                                                  |

### Рятувальний підрозділ
Рятувальний підрозділ Пожежно-рятувальної служби Чеської Республіки (чеськ. Záchranný útvar Hasičského záchranného sboru České republiky, ZÚ HZS ČR) є організаційним елементом і обліковою одиницею .
Його очолює командир частини. Це загальнонаціональний підрозділ зі штаб-квартирою в Глучіні, призначений для ліквідації надзвичайних ситуацій великого масштабу, для чого він має відповідну важку техніку .

## Персонал
Співробітникам пожежно-рятувальної служби присвоюється службова форма одягу та службове звання. Кожен учасник зобов'язаний особисто втрутитись або вжити інших заходів для здійснення втручання, навіть якщо він не на службі, за винятком випадків, коли він перебуває під впливом речовин, які серйозно знижують його здатність діяти.
Умовою для встановлення службових відносин є присяга члена служби, яка звучить так:
|  | Своєю честю і совістю обіцяю, що при виконанні своїх обов’язків лишатимусь неупередженим і буду неухильно дотримуватимусь законних і службових розпоряджень, виконуватиму накази свого начальства, ніколи не зловживатиму своїм службовим становищем. Я завжди і скрізь буду поводитися так, щоб мої дії не загрожували добрій репутації Корпусу безпеки. Я буду виконувати свої службові обов’язки належним чином та сумлінно, і не вагаючись ризикуватиму власним життям, щоб захистити інтереси Чеської Республіки. Оригінальний текст (чеськ.) [Slibuji na svou čest a svědomí, že při výkonu služby budu nestranný a budu důsledně dodržovat právní a služební předpisy, plnit rozkazy svých nadřízených a nikdy nezneužiji svého služebního postavení. Budu se vždy a všude chovat tak, abych svým jednáním neohrozil dobrou pověst bezpečnostního sboru. Služební povinnosti budu plnit řádně a svědomitě a nebudu váhat při ochraně zájmů České republiky nasadit i vlastní život.] Помилка: [undefined] Помилка: {{Lang}}: немає тексту (допомога): невпізнаний код мови: cz (допомога) |

## Статистика
У 2022 році підрозділи пожежної охорони загалом відреагували на 151 619 інцидентів. У цю кількість включено 29 інцидентів (з яких 15 були пожежами), які сталися за кордоном, і на які були викликані оперативні організації з Чеської Республіки, або передбачали втручання з обох боків кордону. Також у цю загальну кількість входить гуманітарна допомога з Чехії за кордон (21 випадок). Пожежники негайно врятували 34 559 людей і евакуювали ще 116 218 людей від неминучої небезпеки .

## Пожежна освіта
Середня професійна школа пожежної охорони та вище професійне училище пожежної охорони є організаційним елементом держави та обліковою одиницею. Розташована у Фридек-Містеку, забезпечує освіту в галузі протипожежного захисту, захисту населення, інтегрованої системи порятунку та управління кризовими ситуаціями, а також проводить професійну підготовку відповідно до Закону про протипожежний захист .

## Нагороди
Відповідно до Указу № 433/2004 Зб., який встановлює тип і зразок службових медалей сил безпеки та причини їх нагородження, пожежна служба Чеської Республіки нагороджує своїх членів такими службовими медалями :
- за особисту хоробрість медаллю «За хоробрість» (чеськ. Za statečnost),
- за виконання особливо важливого службового завдання медаллю «За заслуги» (Za zásluhy o bezpečnost),
- з метою оцінки зразкового виконання службових обов'язків у зв'язку з тривалістю трудових відносин протягом 10, 20 і 30 років — медаль «За вірність» (Za věrnost) III, II і І ступеня відповідно.

| За хоробрість | За заслуги | За вірність |
| ------------- | ---------- | ----------- |
|               |            |             |